# Séparation de corps en France
Pour les autres articles nationaux ou selon les autres juridictions, voir séparation de corps.
En France, la séparation de corps (communément appelée le « divorce des catholiques ») est une situation résultant d'un jugement qui met fin à l'obligation de vie commune prévue par les articles 296 et suivants du Code civil. Contrairement avec la « séparation de fait » qui n'a aucune valeur juridique, la séparation de corps ne met pas son demandeur en faute par rapport à l'obligation de cohabitation et de devoir conjugal, mais dans les deux cas — séparation de fait et séparation de corps — il y a rupture de vie commune.
Le jugement de séparation de corps est prononcé dans les mêmes cas et les mêmes conditions que celui du divorce.

## Conséquences
Les époux restent mariés mais cessent d'avoir une vie commune. Des problèmes peuvent s'élever sur le sort du domicile conjugal. Certains notaires[Qui ?] admettent ici que la fin de la vie commune est définitive, au contraire de celle qui résulte d'une ordonnance de non-conciliation ordonnant la résidence séparée des époux. Dans cette optique, ils admettent, dans le cas de la séparation de corps, que la notion de domicile conjugal disparaît ; si l'immeuble qui l'a abrité est propre à l'un des époux, celui-ci en dispose librement. Au contraire, la résidence séparée qui résulte de l'ordonnance de non-conciliation ayant un caractère provisoire, l'article 215 du Code civil continue de s'appliquer : bien que le domicile conjugal ait été installé dans un immeuble propre à l'un des conjoints (bien propre acquis antérieurement au mariage, bien reçu par héritage, régime matrimonial de séparation de biens), celui-ci ne peut le vendre sans l'intervention de l'autre ou sans être autorisé en application de l'article 217 du même code.
D'autres notaires, au contraire, estiment que l'article 215 s'applique tant à la situation née du jugement portant séparation de corps que de l'ordonnance de non-conciliation ; ils imposent l'intervention des deux conjoints à l'acte de vente de l'immeuble qui fut le domicile conjugal, quel que soit le statut de ce bien.
- La séparation de corps entraîne toujours la séparation des biens.
- Les autres conséquences et obligations nées du mariage subsistent, notamment le devoir de fidélité et l'obligation de secours.
- La présomption de paternité est écartée si l'enfant est né plus de 300 jours après la dissolution du mariage ou de l'ordonnance de non conciliation, et moins de 180 jours depuis le rejet définitif de la demande ou la réconciliation[7].
- Par ailleurs, en cas de décès de l'un des deux époux séparés de corps, l'autre époux conserve les droits que la loi accorde au conjoint survivant, hormis en cas de séparation de corps par consentement mutuel, où la convention peut prévoir la renonciation des époux à leurs droits successoraux respectifs[1].

## Arrêt
Par une reprise volontaire de la vie commune : il suffit de s'adresser à un notaire ou à la mairie de son domicile (à l'officier d'état civil). La séparation de biens subsistera, sauf si le couple adopte un autre régime matrimonial.
Par un divorce : l'intéressé doit s'adresser à un avocat, qui présentera la requête au tribunal de grande instance. Si la séparation a duré deux ans, le jugement de séparation constitue une preuve de l'absence de vie commune.